# 苗栗一堡
苗栗一堡，本稱「竹南二堡」，清代早期本俗稱後壠堡 ，到清代中晚期或俗稱貓裏堡或苗栗堡 ，尤其清代在苗栗縣設縣後，改俗稱為苗栗堡，是台灣北部自清治時期至日治初期的一個行政區劃，其範圍包括今苗栗縣的後龍鎮全部、造橋鄉全部、頭屋鄉全部、苗栗市全部、西湖鄉全部、公館鄉全部、銅鑼鄉全部、三義鄉中北部、大湖鄉西部及獅潭鄉大部分地區。
苗栗一堡西北邊瀕臨台灣海峽，北邊為竹南一堡，東邊為蕃地，南邊為捒東上堡、苗栗三堡，西南邊為苗栗二堡。

## 管轄街庄
苗栗一堡原轄73個街庄，1907年（明治四十年）11月6日追加馬拉邦庄，1913年（大正二年）7月29日將原屬苗栗三堡的鯉魚潭庄移入，合計75個街庄：
- 今後龍鎮境內：後壠庄、大山腳庄、外埔庄、水尾仔庄、苦苓腳庄、二張犁庄、新港庄、公司藔庄、烏眉庄、崎頂庄、過港庄、灣瓦庄、頭湖庄、後壠底庄、十班坑庄
- 今造橋鄉境內：造橋庄、赤崎仔庄、大桃坪庄、牛欄湖庄、淡文湖庄、潭內庄
- 今苗栗市境內：苗栗街、芒埔庄、維祥庄、嘉盛庄、西山、社藔崗庄、田藔庄、南勢坑庄
- 今頭屋鄉境內：崁頭屋庄、二崗坪庄、枋藔坑庄、仁隆庄、外獅潭庄、老田藔庄
- 今公館鄉境內：公館庄、蔴齊藔庄、中小義庄、福基庄、大坑庄、出磺坑庄、石圍墻庄、五穀崗庄、鶴仔崗庄、尖山庄、南河庄、北河庄
- 今西湖鄉境內：高埔庄、鴨母坑庄、二湖庄、三湖庄、四湖庄、五湖庄
- 今銅鑼鄉境內：銅鑼灣庄、三座厝庄、樟樹林庄、九湖庄、竹圍庄、芎蕉灣庄、中心埔庄、七十份庄、老鷄隆庄、新鷄隆庄
- 今三義鄉境內：三叉河庄、雙草湖庄、魚藤坪庄、拐仔湖庄、雙連潭庄、鯉魚潭庄（1913年自苗栗三堡移入）
- 今大湖鄉境內：大湖庄、南湖庄、馬那邦庄（1907年追加）
- 今獅潭鄉境內：獅潭庄、八角林庄、桂竹林庄